# الوزير إسماعيل باشا
الوزير إسماعيل باشا سياسي عثماني أصبح والياً على بغداد من سنة (1147 ه‍/1734م) إلى (1148ه‍/1735م) وقد جاء خلفاً للوالي الوزير أحمد باشا.

## لمحة تاريخية
بعد ان تم عزل الوزير أحمد باشا ووجهت له إيالة حلب فامتثل الأمر ونصب مكانه إسماعيل باشا الذي كان والي طربزون.
اما الأهلون في بغداد فقد كانوا يتحسرون على أيام أحمد باشا، ويحسبون أنها لا تعود إليهم مرة أخرى. فيئسوا من صلاح الحالة، أختل النظام الداخلي والخارجي وفقد الأمن وتشوشت الأمور بحيث استحالت السيطرة على الإدارة.فاحال الوالي الأمر بالخارج إلى رؤساء العشائر وليس لديهم تلك الكفاءة والقدرة. ان إسماعيل باشا كان والياً قديماً لكنه خبرته بأحوال العراق وإدارته كانت قليلة، فاضطربت الإدارة في أيامه فاستغاث الناس منه ونقموا عليه. فمثلاً (الينگچرية) عاثوا في الداخل وكانوا الوفاً متعددة، وكان بايديهم حكم البلد...وكذا العشائر استفحل أمرها في الخارج. ولهذه الظرووف في العراق إضافة إلى مجاورته إيران ومن جهة انه مجمع عشائر مختلفة، ومحل إثارة القلائل، فالضرورة تدعو إلى حسن إدارتها وأن تعهد إلى وزير محنك يقوم بشؤونها. ولمان كان زمن إسماعيل باشا أيام تسيب وانحلال ضجت الناس، وشاع التذمر من إدارته فاقتضى ايقاف الأحوال عند حدودها خوفا من إتساعها ويصعب حينها تسكين الوضع.
وجاء في كلشن معارف: ان الوزير إسماعيل باشا لم يعزل جراء شكاوى قدمت ضده، وإنما اختير للصدارة فذهب من بغداد بسرعة فوصل إلى أسكدار في (11 جمادي الأولى 1148 ه‍ -28 سبتمبر/أيلول 1735 م)، فبقي بالصدارة 87 يوماً ثم عزل. علماً ان بغداد قد خرجت الكثير من الولاة ليكونوا صدوراً في القسطنطينية. وقد عهد بادارة بغداد بشكل مؤقت (كمتسلم) إلى حسين باشا الجليلي والي الموصل إلى أن يأتي بديل إسماعيل باشا وجاء داماد محمد باشا السلحدار وكان من الصدور السابقين.